# 盐井村 (日本)
盐井村（日语：〔〕／ Shioi mura */?）是一个曾今位于山形县南置賜郡的村。

## 沿革
- 1889年（明治22年）4月1日 - 随着町村制的施行，南置賜郡盐野村（一部）、宮井村（一部）合并为盐井村。
- 1954年（昭和29年）10月1日 - 编入米泽市。